# Свети Апостоли (Пилори)
„Свети Апостоли“ (на гръцки: Αγίων Aποστόλων) е възрожденска православна църква в гревенското пиндско село Пилори, Егейска Македония, Гърция. Част е от Гревенската епархия.
Храмът е издигнат в XVIII век в северната част на селото. Представлява малка еднокорабна църквичка с дървен покрив, вход от запад и полукръгла апсида на изток. Във вътрешността е изписана със стенописи от 1719 година. Запазен е ктиторски надпис над горния праг на входа. Стенописите са в добро състояние и са изключително ценни. При Гревенското земетресение от 1995 година покривът на храма пада напълно и над него е изграден самостоятелен метален навес.
В 1987 година църквата, като забележителен пример за църковна архитектура и живопис от региона, е обявена за защитен исторически паметник.